# El pozo (película de 2012)
El pozo es una película argentina dramática de 2012 dirigida por Rodolfo Carnevale y protagonizada por Eduardo Blanco, Patricia Palmer, Ana Fontán, Norma Pons y Juan Palomino. El guion fue escrito por Carnevale en colaboración con Nicolás Manservigi. Se estrenó el 19 de abril de 2012.
La película gira en torno de Pilar, una joven autista, su relación con el mundo que la rodea, el entramado familiar y el mundo interno de este complejo síndrome. El director del film tiene un hermano autista.

## Reparto
Participaron del filme los siguientes intérpretes:
- Eduardo Blanco ... Franco
- Patricia Palmer ... Estela
- Ana Fontán ... Pilar
- Tupac Larriera ... Alejo
- Ezequiel Rodríguez ... Román
- Adriana Aizemberg ... Esperanza
- Norma Pons ... Directora del hogar
- Dora Baret ... Amanda
- Juan Palomino ... Martín
- Gustavo Garzón ... Héctor
- Maite Zumelzú ... Rosario
- Donatella Massa ... Sofía
- Natalia Denegri ... Sandra
- Grisel Polacchi ... Roberta
- Ricky Aiello ... Bruno
- Tiki Lovera ... Estatua
- Norma Argentina ... Empleada casa Román

## Premios
El filme fue galardonado con los siguientes premios:
Festival “The New York Independent Film and Video Festival” de 2011, en la ciudad de Nueva York
- Mejor película internacional en lengua extranjera
- Mejor director de largometraje
- Mejor actriz internacional para Ana Fontán
- Mejor actor internacional para Ezequiel Rodríguez
- Mejor música internacional original para Pablo Borghi
- Premio del público

Premio Cóndor de Plata 2013 de la Asociación de Cronistas Cinematográficos de la Argentina
- Premio a la Revelación Femenina para Ana Fontán por interpretar el rol protagónico de Pilar, una joven autista.

## Recepción
Una de las crónicas de A Sala llena dijo:

”el espectador tiene que saber que va a ver un film a prueba de tontos, una película que no solo no lo va a desafiar, sino que lo va a subestimar, lo va a rebajar, intelectual y artísticamente…Su simplificación, el subrayado de lo obvio, son un ancla que nunca le permiten despegar… busca en la ficción didactismo, pero no se detiene cuando lo consigue. Pasa de ser didáctica a ser aleccionadora, y ahí sale perdiendo…Tal vez el deseo de Carnevale de dar a conocer a su historia le jugó en contra, tal vez fue el exceso de simplificación para llegar a una mayor audiencia, tal vez haya sido el uso y abuso de ligares comunes y cliches, o puede que sea la sumatoria de todos estos elementos. Pueden haber sido muchas las causas, pero la conclusión final es que El Pozo falla, lo hace desde el guion, desde la puesta cinematográfica, desde las actuaciones. Falla todo lo que debería sostener la película.”

Por otra parte, la crítica publicada en La Nación expresó:

”dejando de lado el simple melodramatismo, el realizador relata una historia de vida que emociona, sorprende y concientiza sin apelar al golpe bajo y superando todos los clichés y malos entendidos que la ficción generó sobre el autismo…. Un elenco de notables intérpretes sostienen la trama… es la labor de Ana Fontán la que descuella en su personaje de autista, algo que hace con enorme convicción y profundidad… un impecable equipo técnico, el film logra emocionar y, por sobre todo, hacer comprender al espectador el dolor de aquellos que deben enfrentarse al autismo”.